# 徐麟祥
徐麟祥（1937年1月—），男，中国水利工程师，全国工程设计大师，曾任第九、十届全国政协委员。